# たけしのニッポンのミカタ!
『たけしのニッポンのミカタ!』（たけしのニッポンのミカタ）は、2009年4月10日から2021年3月26日までテレビ東京系列で金曜日22:00 - 22:54（JST）に放送されていた教養バラエティ番組。ビートたけしの冠番組で、テレビ東京・電通・EAST ENTERTAINMENTが共同製作していた。通称は『ニッポンのミカタ!』、略称は『ミカタ!』で、ステレオ放送と文字多重放送を実施。初回をはじめ、2時間枠（21:00 - 22:48）で放送されることもあった。

## 概要
テレビ東京としては12年間放送された『たけしの誰でもピカソ』に続くビートたけしの冠番組シリーズで、国分太一（TOKIO）がたけしのパートナーとしてレギュラー出演。番組タイトル名の『ミカタ』には、「見方」や「味方」の意味合いが込められている。ただし、1行に最大で9文字しか収められないテレビ番組表では、『たけしの日本のミカタ』や『ニッポンのミカタ』と略記されることが多かった。
『誰でもピカソ』では芸術をテーマに取り上げていたが、当番組の開始当初は、ロケVTRとスタジオトークを交えながら日本の文化を考察。中盤には国分が進行する「太一のミカタ」（当日扱うテーマに即した番外編）、エンディングには「たけしのミカタ」を編成していた。「たけしのミカタ」では、『筑紫哲也 NEWS23』（TBSの制作で放送されていたJNN全国ニュースの平日最終版）の「多事争論」のようなスタイルで、たけしが国分を相手に当日扱ったテーマへの私見を披露。たけしの実兄である北野大も参加した回で、北野家の思い出の品が紹介されることもあった。
2010年8月13日放送分からは、「たけしのミカタ」のコーナー以外の構成、タイトルロゴやナレーターを変更・リニューアル。当日のテーマに関連する専門家・有識者（放送上の呼称は「ミカタリスト」）が、スタジオで研究の成果やプレゼンテーションを披露していた。その後は、毎回2名のゲスト（主に俳優・タレント・お笑い芸人）をスタジオへ迎えたうえで、スタッフが当日のテーマに沿ってあらかじめ取材した映像を数本はさみながら、テーマにまつわるクロストークを展開。スタジオの出演者が、当日のテーマに関する商品の試食・試飲・試乗に臨むことも多かった。
テレビ東京系列では、『所さんの学校では教えてくれないそこんトコロ!』（金曜日21時台のレギュラー番組）が本来の放送開始時刻（20:54）からの2時間スペシャル版を頻繁に編成することもあって、22時台にレギュラーで放送される1時間番組の中でも当番組を休止する週が多かった。逆に当番組でも、『 - そこんトコロ!』を休止したうえで、20:54から2時間スペシャル版を放送する場合があった。その場合には、たけし・国分と若干名のゲストがテーマに沿って1つの街を巡るロケ企画を中心に構成していた。

## 番組の終焉
2020年の初頭から日本国内で新型コロナウイルスへの感染が拡大している影響で、ゲストを招いてのスタジオ収録やスタッフによる当事者への密着取材が難しくなったことを背景に、同年7月3日放送分から再リニューアルを敢行。出演者をたけし・国分だけに絞ると共に、2人が出演するパートの収録場所をテレビ東京天王洲スタジオ内のオープンスペースに変更した。この変更は新型コロナウイルスへの感染防止策を兼ねているため、収録時にはたけし用と国分用の座席・テーブルを分けたうえで、社会的距離に沿った間隔を空けている（収録中の試食・試飲は継続）。また、「たけしのミカタ」を終了させる代わりに、店舗・建築物・サービスなどに関して視聴者から寄せられた素朴な疑問をテーマにスタッフが取材した成果を次々と紹介する方針へ転換。「こだわりが強い人は面白い!」というスタンスで、「ある物事へのこだわりが強すぎる人」へ焦点を当てるとともに、取材当事者の一部を「深掘り」と称してスカイプによる中継（リモート方式）でたけし・国分と直々に絡ませるようになった。ちなみに、番組の最後に字幕とナレーションで紹介される疑問は、次回放送の予告も兼ねていて、疑問への回答に相当するロケ映像を次回の冒頭で放送。ロケ映像では、取材スタッフがロケ先への訪問前に消毒用エタノール（またはエタノール含有のウェットティッシュ）で手の指を拭ったシーンの映像を必ず挿入している。同年9月18日放送分からは、たけし・国分が登場するパートで、ゲストの出演を1名に限って再開（再開後最初のゲストは秋山竜次）。翌週（同月25日）放送分で、通算の放送回数が400回に到達した。
このようにリニューアルを重ねながら12年間放送されてきたが、2021年3月26日で終了した。テレビ東京系列の同年4月改編で、『ワールドビジネスサテライト』月 - 木曜分の放送枠繰り上げ（23時台→22時台）に伴って、改編前まで火曜日の22時台で放送されていた『日経スペシャル ガイアの夜明け』を当番組の放送枠へ移動させることによる。
最終回では、「ビートたけしさん（東京都・74歳）と国分太一さん（東京都・46歳）からの疑問にスタッフが答える」という構成で放送。「ニッポンの葬式」を取り上げた第1回放送のダイジェスト映像も、国分からのリクエストで流された。また、これまで日本全国の様々な食材について取材してきた方々の協力を得て、日本で一番旨いたまごかけごはんを作った。プレゼンターには素人ゲストとしては番組最多出演数9回となる天然食材ハンターの谷田圭太が登場。そして、番組最後の企画として、あんこ好きのビートたけしに過去に2度にわたり、あんこスイーツをプレゼンしてきた日本あんこ協会会長のにしいあんこが3回目の登場。番組の締めでは、ビートたけしが独自のテレビ論を語った。
なお、たけしと国分は当番組と趣向の異なる新番組『23時の密着テレビ「レベチな人、見つけた」』（2021年3月30日から2022年3月29日までの火曜日の23:06 - 23:55に放送）のMCへ異動する。一方で『誰でもピカソ』から24年間テレビ東京でたけしの番組を制作し続けてきたイースト・エンタテインメントは当番組の終了を以て制作から外れた。

## 出演

### 司会
- ビートたけし
- 国分太一（TOKIO）

### ミカタリスト
斬新なミカタを語るその道の第一人者（2010年8月13日 - ）
- 長谷川義幸（JAXA執行役）
- 三井石根（脳科学者、元NASAエイムズ研究所上級研究員）
- 松井孝典（東京大学名誉教授）
- 小泉武夫（東京農業大学名誉教授）
- 北野大（明治大学大学院理工学研究科教授・たけしの兄）
- 武田邦彦（中部大学教授）
- 松本聰（東京大学名誉教授）
- 渡邉和男（筑波大学遺伝子実験センター教授）
- 柿木隆介（自然科学研究機構生理学研究所教授）
- 佐藤綾子（日本大学芸術学部教授）
- 五箇公一（国立環境研究所主席研究員）
- 中村幸昭（鳥羽水族館名誉館長）
- 大宅映子（評論家）
- 名越康文（精神科医）
- 和田秀樹（精神科医）
- 森谷敏夫（京都大学大学院人間・環境学研究科教授）
- 伊達友美（管理栄養士）
- 川島隆太（東北大学教授）
- 藤田一郎（大阪大学大学院教授）
- 藤井博英（イタコ研究の第一人者・青森県立保健大学教授）
- 諸富祥彦（明治大学教授）
- 松田忠徳（札幌国際大学大学院教授）
- 遠間和広（温泉ソムリエ家元）
- 畠ひで子（2010年「全国旅館おかみの集い」運営委員長）
- 石蔵文信（大阪大学大学院教授）
- 二松まゆみ（恋人・夫婦仲相談所所長）
- 松林宏治（臭気判定士・におい刑事）
- ネルケ無方（曹洞宗・安泰寺住職）

他多数

## スタッフ
2019年10月時点
- ナレーター：服部潤（一時離脱→復帰）、下地紫野
- 構成：櫻井昭宏【毎週】、大名祥子、古賀文恵、恒川省三【週替り】、植田靖章【毎週】
- ＴＰ：山下悠介
- ＣＡＭ：藤本伸一（以前はSW）、吉川和彦
- ＡＵＤ：石井俊二
- 編集：高野毅（ヌーベルアージュ）
- ＭＡ：中野由梨（ヌーベルアージュ）
- 音効：岩下康洋（pinpoon 元サウンドエッグノッグ）
- ＣＧ：加藤誠（パークグラフィックス）
- イラスト：中村サトル
- 美術：和田修吾
- マルチ：谷川悟
- 番宣：鈴木紀子（テレビ東京）
- デスク：門田理沙（テレビ東京）
- メイク：石坂智子（たけし担当）
- ＴＫ：伊藤裕子
- 技術協力：ニューテレス、インターナショナルクリエイティブ、天王洲スタジオ、ヌーベルアージュ、東京オフラインセンター、pinpoon
- 美術協力：ル・オブジェ・アール・スタジオ、パークグラフィックス
- リサーチ：KUA【毎週】、喜多あおい【週替り】
- 制作協力：NON PRO、SCRATCH、begin【週替り】
- ＡＰ(アシスタントプロデューサー)：斉藤嘉久（EAST）
- ディレクター：安藤正俊・花土昌紀（EAST）、山本慶太、松本絵理、浅野有紀、菊地咲希、樋口諒、和田恭幸（Baccano）、松野亮、渡辺啓輝、大塚麻紀、徳永雄治、田森直希、牧良昭、山上寛人、河村隆史、花田憲明（以前はディレクター→演出→一時離脱）、渡邉清太、星野光一【週替り】
- 演出：菅原有太、大城浩一郎、秋山秀人、山下哲（以前はディレクター）【週替り】、齋藤元紀【毎週・以前はディレクター】
- 制作プロデューサー：馬渕武良（NON PRO）、長谷川光生（begin）【週替り】
- プロデューサー：高砂佳典・矢部宏光（共にテレビ東京、矢部→2019年10月-）、橘佑香里（電通）、坂田政度（EAST、一時離脱→復帰、演出兼務の回あり）
- 製作：テレビ東京、電通（表記なし）、EAST ENTERTAINMENT（2010年9月から、2010年8月まではイーストと表記）

### 過去のスタッフ
- ナレーター：広中雅志、岩井証夫、杉本るみ（放送開始から2010年7月まで）、茂木淳一、小山力也（2017年1月～）、湯浅真由美
- プロデューサー：永田浩一・桑原宏次（テレビ東京）、武藤大司・井澤秀治・池上司・青木真樹・吉沢雅治・井口高志（電通）、瀬崎一世・上西浩之・菊池計理（EAST）、安井健（EAST、以前は総合演出のみ）
- 制作プロデューサー：松本定子、富安いたる（begin）、黒木明紀（NON PRO）、山木忠従（スペード・ワン）
- アシスタントプロデューサー：水野紀子（EAST）、本多里子
- ディレクター：山森正志、田中祐也、石川北二、ウエダダイスケ、松本圭介（特番）、西島一石（特番）、鎗水貴史・末永みはる、小谷直之・丸山剛・高橋真琴・岸本公平（BRAINMAX）、杉浦智、塚原和代、隅田隆之、岡亨、中野貴博、高橋康弘、高橋愛子、青木忠明、山下慎一郎、袴田一成、伊豆原聡、園部嘉之、神戸謙太郎、大山卓也、山本和子、牧野由佳、永井宏幸、間瀬雄亮、相川武史（begin）、石井雅英、下村隼郎、久留嶋雄樹・天野雄太、小野貴之、小宮泰也、新居わかや、龍史晃、山本真之介、神林直人、惠村悟、岸岡亮、大宮幸起、川崎貴博、浜一希、阿部高、国玉靖仁、向坂圭祐、橋詰圭太、大塚華子、須田岳未、岡本レイナ、岡田康行
- 演出：上西浩之・河合希絵・酒井秀樹・前田真人・善本真也（EAST）、たぐちゆたか（オクタゴン／BRAINMAX）、武本修（オクタゴン）、大岡慎介、相川侑輝（以前はディレクター）
- 編成：高田健太郎・三沢大助（テレビ東京）
- 番宣：大石淳子・西山麻衣子・遠藤誠也・波多野友梨（遠藤・波多野→共に一時離脱→復帰した時期あり）（テレビ東京）
- 構成：冨樫佳織、石坂伸太郎、今井一隆、山名宏和、浜栄一、田並孝太、吉田尚子、ガク・カワサキ
- ＴＰ：森野憲俊・深谷高史（ニューテレス）
- ＣＡＭ：小池悟志・新美高志
- ＶＥ：水野博道
- ＡＵＤ：森田篤
- ＬＤ：西部民子（FLT → fmt）→ 長治憲明（テレビ東京アート）
- 編集：門馬英行（マックレイ）→ 関原忍（ヌーベルアージュ）
- ＭＡ：岩崎勇也（マックレイ）→ 高山元（ヌーベルアージュ）
- 音効：田村智之・宮川拓（クジラノイズ）
- 電飾：小池宏史、柏木淳、二階堂哲也
- 技術協力：FLT→fmt、マックレイ、テクノマックス、スパイラルビジョン、ABYSS、クジラノイズ、サウンドエッグノッグ、テレビ東京アート
- 美術協力：Be Concept、NAGANO INTERIOR
- リサーチ：ノマド、フォーミュレーション、佐藤シール(オフィスぼくら)、外舘友樹(フルタイム)、飯澤洋介、篠原和也、はらリサーチ
- 制作協力：オクタゴン、BRAINMAX、クリエイティブ・オリエッジ、スペード・ワン
- 企画協力：オフィス北野、ジャニーズ事務所

## ネット局と放送時間
| 放送対象地域   | 放送局             | 系列           | 放送時間                     | 備考                             |
| -------------- | ------------------ | -------------- | ---------------------------- | -------------------------------- |
| 関東広域圏     | テレビ東京         | テレビ東京系列 | 金曜 22:00 - 22:54           | 制作局                           |
| 北海道         | テレビ北海道       | テレビ東京系列 | 金曜 22:00 - 22:54           | 同時ネット                       |
| 愛知県         | テレビ愛知         | テレビ東京系列 | 金曜 22:00 - 22:54           | 同時ネット                       |
| 大阪府         | テレビ大阪         | テレビ東京系列 | 金曜 22:00 - 22:54           | 同時ネット                       |
| 岡山県・香川県 | テレビせとうち     | テレビ東京系列 | 金曜 22:00 - 22:54           | 同時ネット                       |
| 福岡県         | TVQ九州放送        | テレビ東京系列 | 金曜 22:00 - 22:54           | 同時ネット                       |
| 岐阜県         | 岐阜放送           | 独立局         | 金曜 22:00 - 22:54           | 同時ネット                       |
| 和歌山県       | テレビ和歌山       | 独立局         | 金曜 22:00 - 22:54           | 同時ネット                       |
| 奈良県         | 奈良テレビ         | 独立局         | 金曜 22:00 - 22:54           | 同時刻放送ではあるが、遅れネット |
| 青森県         | 青森テレビ         | TBS系列        | 水曜 15:55 - 16:50           | 遅れネット                       |
| 岩手県         | IBC岩手放送        | TBS系列        | 日曜 14:00 - 14:54           | 遅れネット                       |
| 宮城県         | 東北放送           | TBS系列        | 日曜 16:00 - 16:54           | 遅れネット                       |
| 秋田県         | 秋田放送           | 日本テレビ系列 | 不定期放送                   | 遅れネット                       |
| 山形県         | 山形放送           | 日本テレビ系列 | 土曜 13:30 - 14:25           | 遅れネット                       |
| 福島県         | 福島中央テレビ     | 日本テレビ系列 | 日曜 15:25 - 16:25           | 遅れネット                       |
| 富山県         | 富山テレビ         | フジテレビ系列 | 日曜 1:50 - 2:50（土曜深夜） | 遅れネット                       |
| 石川県         | 石川テレビ         | フジテレビ系列 | 日曜 13:00 - 13:55           | 遅れネット                       |
| 三重県         | 三重テレビ         | 独立協         | 木曜 19:55 - 20:50           | 遅れネット                       |
| 滋賀県         | びわ湖放送         | 独立協         | 金曜 21:00 - 21:54           | 遅れネット                       |
| 山口県         | 山口朝日放送       | テレビ朝日系列 | 不定期放送                   | 遅れネット                       |
| 高知県         | 高知さんさんテレビ | フジテレビ系列 | 土曜 16:00 - 16:55           | 遅れネット                       |
| 長崎県         | 長崎放送           | TBS系列        | 土曜 12:00 - 13:00           | 遅れネット                       |
| 熊本県         | テレビくまもと     | フジテレビ系列 | 土曜 10:35 - 11:30           | 遅れネット                       |
| 鹿児島県       | 南日本放送         | TBS系列        | 土曜 14:00 - 14:55           | 遅れネット                       |
| 沖縄県         | 琉球放送           | TBS系列        | 月曜 13:55 - 14:50           | 遅れネット                       |

- 三重テレビ・奈良テレビを除く独立局では通常時同時ネットではあるが、あくまで番販ネットであるため、自主編成（県議会ダイジェスト、高校野球ハイライトなど）のために臨時非ネットまたは遅れネットとすることがあった。

### 過去にネットしていた局
- 南海放送
- 山口放送[注 20]
- テレビ長崎[注 21]
- 四国放送
- 鹿児島テレビ[注 22]
- 秋田テレビ[注 23]
- テレビ大分
- 山陰放送[注 24]
- 新潟放送[注 24]
- 宮崎放送
- 中国放送
- 静岡朝日テレビ
- 北陸放送[注 25]